# Lepidanthrax coquilletti
Lepidanthrax coquilletti är en tvåvingeart som beskrevs av Neal L. Evenhuis och Greathead 1999. Lepidanthrax coquilletti ingår i släktet Lepidanthrax och familjen svävflugor. Inga underarter finns listade i Catalogue of Life.